# Имянле-Буртас
Имя́нле-Бурта́с — деревня в Кайбицком районе Татарстана, входит в Маломеминское сельское поселение. 

## Этимология
Название деревни, возможно, произошло в результате расселения жителей села Буртасы Урмарского района, хотя существует и менее вероятная версия — от первопредка Йимы.

## География
Располагается около железнодорожной линии Свияжск — Ульяновск, в 20 км к востоку от села Большие Кайбицы.

## История
Известна с 1646 года. В XVIII — первой половине XIX века жители относились к сословию государственных крестьян. Основные занятия жителей в этот период — земледелие и скотоводство, были распространены мукомольный промысел, пчеловодство.
В «Списке населенных мест по сведениям 1859 года», изданном в 1866 году, населённый пункт упомянут как казённая деревня Имелли (Буртасы) 1-го стана Свияжского уезда Казанской губернии. Располагалась при безымянном озере, по левую сторону Симбирского почтового тракта, в 46 верстах от уездного города Свияжска и в 23 верстах от становой квартиры в казённом селе Кильдеево (Троицкое). В деревне, в 37 дворах проживали 238 человек (130 мужчин и 108 женщин).
В начале XX века в деревне действовали мечеть (разобрана в советский период, на её месте построены начальная школа и клуб), 3 ветряные мельницы, крупообдирка, 3 мелочные лавки. В этот период земельный надел сельской общины составлял 756 десятин.
До 1920 года деревня входила в Ивановскую волость Свияжского уезда Казанской губернии. С 1920 года в составе Свияжского кантона ТАССР. С 14 февраля 1927 года в Ульянковском, с 1 августа 1927 года в Кайбицком, с 1 февраля 1963 года в Буинском, с 4 марта 1964 года в Апастовском, с 19 апреля 1991 года в Кайбицком районах.
В 1928 году в деревне была организована сельхозартель, в 1931 году реорганизована в колхоз. С 1993 года ассоциация крестьянских хозяйств, с 2003 года общества с ограниченной ответственностью.
До 2011 года в деревне действовала начальная школа.

## Население
| 1782 | 1859 | 1897 | 1908 | 1920 | 1926 | 1938 | 1949 | 1958 | 1970 | 1979 | 1989 | 2002 | 2010 | 2017 |
| ---- | ---- | ---- | ---- | ---- | ---- | ---- | ---- | ---- | ---- | ---- | ---- | ---- | ---- | ---- |
| 53   | 238  | 684  | 761  | 782  | 717  | 747  | 502  | 513  | 465  | 349  | 191  | 180  | 164  | 149  |

Национальный состав села — татары.

## Экономика
С 2013 года действует общество с ограниченной ответственностью «Агрофирма «Ак Барс Кайбицы».
Жители преимущественно занимаются полеводством, молочным скотоводством.

## Инфраструктура
В деревне действуют клуб, библиотека, фельдшерско-акушерский пункт.

## Религия
Мечеть «Ярдэм» (с 1991 г.).